# Francis Dagnan
Pour les articles homonymes, voir Dagnan.
 (mars 2016).
Francis Dagnan, né le 14 avril 1960 à Auch dans le Gers, est un homme d'affaires français, gérant de l'entreprise Pierre et Entreprise qu'il a créée en 2014 et président-directeur général de studios photographiques de Paris, contrôlant le Studio Harcourt, qu'il a racheté en 2007.
Il est président du jury du grand prix Photo de Saint-Tropez.
Il est par ailleurs mandataires de 6 autres sociétés dont : Le Trente Cinq Desmoulins, Rubis Développement, Société de commercialisation et de gestion d'immeuble.

## Biographie
Expert en immobilier — c'est un ancien du cabinet Auguste Thouard — il fait de la photographie depuis l'âge de 14 ans.
Découvrant le potentiel du Studio Harcourt alors que celui-ci est déclaré en faillite en 2007, il le reprend avec sa compagne, Catherine Renard.
En un an, ils rétablissent la situation financière.
En 2020, il rachète le magazine Photo.